# Gran Premio Orsi Mangelli
Il Gran Premio Orsi Mangelli è una corsa ippica del calendario internazionale del trotto riservata a cavalli di tre anni. I cavalli possono essere italiani ed esteri e maschi o femmine. La gara ha una posizione di rilievo nel circuito ippico internazionale.
Il gran premio si svolgeva in precedenza all'ippodromo di San Siro e dopo la sua chiusura la gara viene disputata all'ippodromo La Maura.
La prima edizione del premio risale al 1944. La gara deve il nome al conte Paolo Orsi Mangelli e dal 1978 ha assunto la denominazione attuale di Gran Premio Paolo e Orsino Orsi Mangelli. Negli anni '80 alcune edizioni sono state trasmesse dalla Rai con telecronaca di Claudio Icardi.
Alla competizione hanno partecipato nel corso delle varie edizioni molti cavalli famosi citiamo ad esempio: l'edizione del gran premio del 1998 che vide la vittoria del cavallo Conway Hall su Varenne che arrivò soltanto terzo. o l'edizione del 2009 con la vittoria di Mago D'Amore
La cavalla vincitrice dell'edizione del 2016 Unicka insieme ad un altro cavallo furono entrambi rubati nel marzo del 2017.
L'edizione del 2023 si è svolta all'ippodromo di Vinovo.

## Albo d'oro
| Edizione | Cavallo vincitore  | Nazione   | Tempo al km (m:s.d) del vincitore | Distanza (metri) | Padre            | Driver              | Secondo               | Terzo             |
| -------- | ------------------ | --------- | --------------------------------- | ---------------- | ---------------- | ------------------- | --------------------- | ----------------- |
| 2023     | EXPO WISE AS       | ITALIA    | 1,12,2                            | 1600             | READY CASH       | A. GOCCIADORO       | EDY DI GIRIFALCO GIO' | EOLO JET          |
| 2022     | DIAMOND FRANCIS    | ITALIA    | 1.12,3                            | 1600             | EXPLOIT CAF      | V.P.DELL'ANNUNZIATA | GIO' CASH             | DOGE AS           |
| 2021     | CALMETHEBREEZE     | ITALIA    | 1.13,6                            | 1600             | TRIXTON          | A.GUZZINATI         | CHUKY ROC             | CHARMANT DE ZACK  |
| 2020     | BEPI BI            | ITALIA    | 1.11.7                            | 1600             | DONATO HANOVER   | F.ESPOSITO          | BLEF DIPA             | BONNEVILLE GIFONT |
| 2019     | AXL ROSE           | ITALIA    | 1.11.3                            | 1600             | LOVE YOU         | A.GOCCIADORO        | AMON YOU SM           | ARAMIS EK         |
| 2018     | ZARENNE FAS        | ITALIA    | 1.12.7                            | 1600             | VARENNE          | A.DI NARDO          | MISTER F DAAG         | ZEFIR GAR         |
| 2017     | VITRUVIO           | ITALIA    | 1.11.8                            | 1650             | ADRIAN CHIP      | A.GOCCIADORO        | VANESIA EK            | VALDIVIA          |
| 2016     | UNICKA             | ITALIA    | 1.12.2                            | 1650             | LOVE YOU         | PIETRO GUBELLINI    | UNICORNO SLM          | UBERTINO GRIF     |
| 2015     | CHARLY DU NOYER    | FRANCIA   | 1.14.2                            | 2250             | READY CASH       | U.LEBOURGEOIS       | TIMONE EK             | TANGO NEGRO       |
| 2014     | JONTTE BOY         | FINLANDIA | 1.13.9                            | 2100             | LOVE YOU         | T.KORVENOJA         | SANSONE BAR           | SCEICCO           |
| 2013     | ROBERT BI          | ITALIA    | 1.13.3                            | 2100             | TOSS OUT         | R.BAKKER            | ROSSELLA ROSS         | REMO GAS          |
| 2012     | QUID PRO QUO       | SVEZIA    | 1.12.8                            | 2100             | YANKEE GLIDE     | E.ADIELSSON         | PROBO OP              | PASCIA LEST       |
| 2011     | BRAD DE VELUWE     | FINLANDIA | 1.11.6                            | 1600             | ANDOVER HALL     | T.KORVENOJA         | KASH'S CANTAB         | ODINO JET         |
| 2010     | NESTA EFFE         | ITALIA    | 1.12.8                            | 1600             | NAGLO            | R.VECCHIONE         | MUSCLE WIKING BR      | NUAGE EN CIEL     |
| 2009     | MAGO D'AMORE       | ITALIA    | 1.12.7                            | 1600             | LEMON DRA        | PIETRO GUBELLINI    | ORACLE                | MARIMAR           |
| 2008     |                    |           |                                   |                  |                  |                     |                       |                   |
| 2007     | ADRIAN CHIP        | USA       | 1.12.7                            | 1600             | ANDOVER HALL     | R.BERGH             | QUINTUS KARSK         | STARO AZAZEL      |
| 2006     | GIULIA GRIF        | ITALIA    | 1.11.9                            | 1600             | VIKING KRONOS    | M.SMORGON           | GANIMEC               | EXPRESS MERETT    |
| 2005     | FAIRBANK GI        | ITALIA    | 1.12.3                            | 1600             | LEMON DRA        | G.P.MAISTO          | FLUTE GRIF            | CROMWELL          |
| 2004     | PASSIONATE KEMP    |           | 1.11.6                            | 1600             | LINDY LANE       | J.KONTIO            | TURBO SUND            | ELDGRADO BI       |
| 2003     | SOUTHWIND VERNON   |           | 1.14.9                            | 2100             | PINE CHIP        | J.KONTIO            | LILL ADOLF            | DARSKO GAR        |
| 2002     | LEDA D'OCCAGNES    |           | 1.15.3                            | 2100             | CYGNUS D'ODYSSEE | D.LOCQUENEUX        | PABLO AS              | CONCORD JET       |
| 2001     | SCARLET KNIGHT     | SVEZIA    | 1.13.8                            | 2100             | PINE CHIP        | S.MELANDER          | OSCAR SCHINDLER SL    | BARTALI OK        |
| 2000     | ABANO AS           |           | 1.14.1                            | 1600             | DYLAN LOBELL     | P.STROOPER          | MARCO ABB             | ESTEREL SUNSET    |
| 1999     | ZAMBESI FLASH      | ITALIA    | 1.13.8                            | 1600             | SUPERGILL        | PIETRO GUBELLINI    | ZAMBESI BI            | KEEPITINTHEFAMILY |
| 1998     | CONWAY HALL        | USA       | 1.12.1                            | 1600             | GARLAND LOBELL   | JOS VERBECK         | C TOJ FROKJAER        | VARENNE           |
| 1997     | MALABAR MAN        | USA       | 1.11.7                            | 1600             | SUPERGILL        | M.BURROUGHS         | TAKE CHANCES          | BALTIC BET        |
| 1996     | STACY SPICE        |           | 1.13.6                            | 2100             | CUMIN            | A.GUZZINATI         | PERSONAL BANNER       | JEWELED COLORS    |
| 1995     | TRUSTWORTHY        |           | 1.14.3                            | 2100             | WORTHY BOWL      | LORENZO BALDI       | DELIBERATE SPEED      | AU ROYALE         |
| 1994     | INCREDIBLE ABE     | USA       | 1.14.5                            | 2100             | CROWNING POINT   | ITALOTAMBORRINO     | MR LAVEC              | PROBING           |
| 1993     | TAMIN SANDY        |           | 1.15.9                            | 2100             | SPEEDY TOMALI    | BJORN GARBERG       | GIANT CHILL           | PECOS BI          |
| 1992     | ALMOST AN ANGEL    | USA       | 1.14.9                            | 2100             | CROWNING POINT   | MARIO ZUANETTI      | IMPERFECTION          | HERSCHEL WALKER   |
| 1991     | CROWN'S INVITATION | USA       | 1.14.7                            | 1600             | SPEEDY CROWN     | MIKE LACHANCE       | WORKABLE              | DIAMOND DUST      |
| 1990     | ANTWERP HANOVER    | USA       | 1.13.7                            | 1600             | SUPER BOWL       | PIETRO GUBELLINI    | PLACE KICKER          | MINT DI JESOLO    |
| 1989     | EXTREME HANOVER    |           | 1.15.2                            | 1600             | SPEEDY CROWN     | ULF NORDIN          | LEMOYNE SQUARE        | LEMON DRA         |
| 1988     | TRAFFIC JAM        |           | 1.14.6                            | 1600             | SPEEDY CROWN     | JAN NORDIN          | TORNADO HANOVER       | IADI LB           |
| 1987     | GOLDEN OM          | ITALIA    | 1.17.9                            | 1600             | SPEEDY CROWN     | P.ROSSI             | LILLIS FRISANG        | BLITZY SUND       |
| 1986     | DANCE MARATHON     | USA       | 1.13.6                            | 1600             | SPEEDY CROWN     | J.NORDIN            | ELGIN ALMAHURST       | FIORINO BELL      |
| 1985     | DIAMOND WAY        | GERMANIA  | 1.15.2                            | 1600             | SUPER WAY        | H.WEWERING          | ERCOLE AC             | ELIANO            |
| 1984     | HANDYBUS           |           | 1.19.6                            | 1600             | FINE SHOT        | P.KJAERSGAARD       | DARIOZ                | DARIF EFFE        |
| 1983     | TARPORT FRENZY     |           | 1.15.9                            | 1600             | NEVELE PRIDE     | J.NORDIN            | TARPORT LIZZY         | LASS QUICK        |
| 1982     | EVITA BROLINE      |           | 1.15.9                            | 1600             | NEVELE PRIDE     | H.WALLNER           | BARRYMORE             | BETROZIR MO       |
| 1981     | ARGO VE            | ITALIA    | 1.16.4                            | 1600             | SHARIF DI JESOLO | S.MILANI            |                       |                   |
| 1980     | FOSCHERARA         | ITALIA    | 1.16.6                            | 1600             | TOP HANOVER      | V.LUONGO            |                       |                   |
| 1979     | BORGOPLIN          | ITALIA    | 1.18.1                            | 1600             | PLINIUS          | V.BALDI             |                       |                   |
| 1978     | IPERIDE            | ITALIA    | 1.18.6                            | 2100             | QUICK SONG       | F.ALBONETTI         |                       |                   |
| 1977     | MALTASAR           | ITALIA    | 1.18.9                            | 2100             | MERIGGIO         | A.PEDRAZZANI        |                       |                   |
| 1976     | DAILER             | ITALIA    | 1.18.6                            | 2100             | SAILER           | P.ROSSI             |                       |                   |
| 1975     | SCELLINO           | ITALIA    | 1.18.4                            | 2100             | PRO HANOVER      | N.BELLEI            |                       |                   |
| 1974     | DANZICA            | ITALIA    | 1.18.9                            | 2500             | NIKE HANOVER     | G.NOGARA            |                       |                   |
| 1973     | ZECCOLA            | ITALIA    | 1.19.6                            | 2500             | MARENGO HANOVER  | G.BONGIOVANNI       |                       |                   |
| 1972     | SHARIF DI JESOLO   | ITALIA    | 1.19.4                            | 2500             | QUICK SONG       | P.ROSSI             |                       |                   |
| 1971     | DALIA              | ITALIA    | 1.19.8                            | 2500             | FARAND HANOVER   | GC.BALDI            |                       |                   |
| 1970     | AKOBO              | ITALIA    | 1.20.2                            | 2500             | GIUSTO           | N.BELLEI            |                       |                   |
| 1969     | VATSON             | ITALIA    | 1.21.6                            | 2500             | DOUBLE SCOTCH    | G.NOGARA            |                       |                   |
| 1968     | BEZUGLIO           | ITALIA    | 1.20.4                            | 2500             | SCOTCH THISTLE   | J.FROMMING          |                       |                   |
| 1967     | QURAGO             | ITALIA    | 1.21.8                            | 2500             | SCOTCH ARBOR     | W.CASOLI            |                       |                   |
| 1966     | TORWAY             | ITALIA    | 1.21.6                            | 2500             | WAY AHEAD        | A.CICOGNANI         |                       |                   |
| 1965     | GIUSTINO           | ITALIA    | 1.20.5                            | 2500             | LUSTY SONG       | A.BIAGINI           |                       |                   |
| 1964     | VALGANNA           | ITALIA    | 1.20.5                            | 2500             | MIGHTY NED       | V.BALDI             |                       |                   |
| 1963     | GEBRASO            | ITALIA    | 1.22.9                            | 2500             | THEME SONG       | W.BARONCINI         |                       |                   |
| 1962     | CARMELO            | ITALIA    | 1.22.0                            | 2500             | BORDO            | W.BARONCINI         |                       |                   |
| 1961     | VIBO               | ITALIA    | 1.22.0                            | 2500             | PHARAON          | O.ZAMBONI           |                       |                   |
| 1960     | GUIGLIA            | ITALIA    | 1.121.8                           | 2500             | DOCTOR SPENCER   | W.CASOLI            |                       |                   |
| 1959     | GIUSTO             | ITALIA    | 1.22.0                            | 2500             | THEME SONG       | E.MARTELLI          |                       |                   |
| 1958     | ERRO               | ITALIA    | 1.23.5                            | 3000             | GRAND PARADE     | W.CASOLI            |                       |                   |
| 1957     | ALKI               | ITALIA    | 1.23.9                            | 3000             | DOCTOR SPENCER   | W.BARONCINI         |                       |                   |
| 1956     | CREVALCORE         | ITALIA    | 1.25.1                            | 3000             | MIGHTY NED       | W.CASOLI            |                       |                   |
| 1955     | ITTRIO             | ITALIA    | 1.23.2                            | 3000             | REYLAND          | S.BRIGHENTI         |                       |                   |
| 1954     | LINCO              | ITALIA    | 1.21.9                            | 3000             | MIGHTY NED       | A.FINN              |                       |                   |
| 1953     | NANKINO            | ITALIA    | 1.24.3                            | 3000             | McLIN HANOVER    | O.ZAMBONI           |                       |                   |
| 1952     | VESTONE            | ITALIA    | 1.24.5                            | 3000             | McLIN HANOVER    | W.CASOLI            |                       |                   |
| 1951     | UNICO              | ITALIA    | 1.25.7                            | 3000             | IDOLO            | W.CASOLI            |                       |                   |
| 1950     | TICONO             | ITALIA    | 1.26.7                            | 3000             | LEPANTO          | E.FINN              |                       |                   |
| 1949     | SAGUNDO            | ITALIA    | 1.23.4                            | 2600             | McLIN HANOVER    | V.ANTONELLINI       |                       |                   |
| 1948     | RIALTO             | ITALIA    | 1.22.8                            | 2600             | McLIN HANOVER    | N.BRANCHINI         |                       |                   |
| 1947     | BAIMONTI           | ITALIA    | 1.27.0                            | 2600             | PRINCE HALL      | F.BRANCHINI         |                       |                   |
| 1946     | PAN                | ITALIA    | 1.26.8                            | 2600             | McLIN HANOVER    | E.MARTELLI          |                       |                   |
| 1945     | ODERZO             | ITALIA    | 1.27.2                            | 3000             | THE LAUREL HALL  | O.BALDI             |                       |                   |
| 1944     | NOCERA             | ITALIA    | 1.29.4                            | 3000             | TRUAX            | V.ANTONELLINI       |                       |                   |